# Чебоксаров, Николай Николаевич
Никола́й Никола́евич Чебокса́ров (23 апреля 1907, Харбин, Китай — 1 февраля 1980, Москва, СССР) — советский этнограф и антрополог, специалист по антропологии древних и современных народов Восточной Европы и Прибалтики, Восточной и Юго-Восточной Азии, расоведению, этногенезу и общим вопросам этнографии. Доктор исторических наук, профессор. Один из организаторов преподавания этнографической науки в МГУ. Ответственный редактор и соавтор обобщающих работ «Очерки общей этнографии» и «Народы мира». Лауреат премии им. Н. Н. Миклухо-Маклая (1947 и 1966).

## Биография
Окончил кафедру антропологии Московского университета (1930), основанную Д. Н. Анучиным, на которой, наряду с естественными предметами, читался курс по этнографии. В 1929—1932 годах был научным сотрудником ЦМН, в 1932—1935 гг. аспирант, в 1935—1941 гг. старший научный сотрудник НИИ антропологии МГУ, заведующий отделом расоведения Музея антропологии, в 1941—1946 гг. старший преподаватель, в 1946—1951 гг. доцент исторического факультета.
2 апреля 1943 года в Свердловске на заседании объединённого учёного совета гуманитарных факультетов МГУ защитил кандидатскую диссертацию на тему «Происхождение коми по данным антропологии», 1 июня 1947 года защитил докторскую диссертацию «Северные китайцы и их соседи».
С 1943 года — сотрудник Института этнографии АН СССР, заведовал отделом Европы, с 1957 — заведующий заведующий отделом Восточной и Юго-Восточной Азии, с 1970 года — сектором зарубежной Азии, Австралии и Океании.
С 1951 по 1956 год заведовал кафедрой этнографии исторического факультета МГУ. Годы руководства Н. Н. Чебоксарова ознаменовались оживлением научной и преподавательской деятельности, увеличением притока студентов и аспирантов, привлечением на кафедру новых молодых преподавателей (К. И. Козловой, Г. Е. Маркова, М. В. Витова, Г. Г. Громова). Большое значение для профессиональной подготовки учащихся имело развертывание по его инициативе экспедиционной работы, в которой он сам принимал участие, руководя практикой студентов в Прибалтике. Учился у него Владимир Рафаилович Кабо.
В 1956—1958 годах — профессор Центрального института национальностей КНР (г. Пекин)
Семья
Был женат на Ирине Абрамовне Чебоксаровой (урожденной Минской)), учительнице биологии, долгие годы проработавшей во Второй физико-математической школе г. Москвы.

## Научная деятельность
Научные интересы Н. Н. Чебоксарова были разносторонни. Он изучал этнографию Китая, Зарубежной Европы, создал школу исследователей истории и культуры народов Зарубежной Азии и Зарубежной Европы, продолжающих дело своего учителя.
Особый интерес у ученого вызывала этническая история Китая. С 1956 по 1958 годы Чебоксаров работал в Китае, где собрал, а затем опубликовал уникальный антропологический и этнографический материал. В 1947 году вышел в свет труд «Северные китайцы и их соседи (исследование по этнической антропологии Восточной Азии)», который был удостоен премии им. Н. Н. Миклухо-Маклая и получил широкое признание. Обобщающая монография «Этническая антропология Китая» вышла в свет уже после его смерти.
Вторую премию им. Н. Н. Миклухо-Маклая Чебоксаров получил в 1966 году за руководство авторским коллективом и как один из авторов тома «Народы Восточной Азии».
Большим вкладом в этнологию были сформулированные Н. Н. Чебоксаровым совместно с М. Г. Левиным принципы этнографической классификации народов по хозяйственно-культурным типам и историко-этнографическим областям. Такой подход позволял систематизировать население Земли не только по этническому признаку, но и по способам жизнедеятельности, что имело большое значение при этногенетических исследованиях.
В последние годы жизни большое внимание уделял созданию типологии элементов материальной культуры народов Восточной и Юго-Восточной Азии. Был руководителем авторского коллектива по написанию монографии «Типы традиционного сельского жилища народов Юго-Восточной, Восточной и Центральной Азии».

## Память
Имя Чебоксарова носит Этнографический кабинет-музей имени Н. Н. Чебоксарова Этнографического научно-образовательного центра Института этнологии и антропологии имени Н. Н. Миклухо-Маклая РАН. Основой коллекции кабинета-музея стали 744 предмета культуры и быта населения Китая и других стран Азии (Индия, Вьетнам, Камбоджа, Индонезия, Япония, Монголия), а также Европы (Финляндия, Венгрия, Польша, Болгария, Украина, Литва, Латвия, Эстония) и Африки, переданные музею женой Чебоксарова по исполнение его воли.
Владимир Рафаилович Кабо вспоминал о Чебоксарове: «Антрополог по специальности, он обладал обширными познаниями в этнографии и этнической истории многих народов мира. И человек он был интересный, яркий, талантливый… Мы вместе работали над разделом, посвященным древней истории народов Юго-Восточной Азии, для одного из томов серии „Народы мира“, и я приходил к нему домой. Его квартира казалась музеем — ее наполняли художественные изделия, вывезенные им из Китая и других стран».

## Награды
- орден «Знак Почёта» (27.03.1954)
- медали

## Основные работы

### Монографии
- Чебоксаров Н. Н., Кудрявцев М. К., Зубов А. А. Отчёт о командировке в Индию для организации совместно со статистическим институтом антропологического и этнографо-социологического изучения различных эндогамных групп населения Индии. — М.: ВИНИТИ, 1967. — 33 с.
- Чебоксаров Н. Н., Чебоксарова И. А. Народы, расы, культуры / Худож. В. Ф. Соболев. — М.: Наука, 1971. — 256 с. — (Научно-популярная серия АН СССР). — 40 000 экз.
- Крюков М. В., Софронов М. В., Чебоксаров Н. Н. Древние китайцы: проблемы этногенеза. — М.: Наука, 1978. — 342 с.
- Чебоксаров Н. Н. и др. Типы традиционного сельского жилища Юго-Восточной, Восточной и Центральной Азии / Н. Н. Чебоксаров, И. А. Чебоксарова, Я. В. Чеснов и др.; Отв. ред. Н. Н. Чебоксаров. — М.: Наука, 1979. — 288 с.
- Чебоксаров Н. Н. Этническая антропология Китая: (Расовая морфология соврем. населения). — М.: Наука, 1982. — 301 с.
- Чебоксаров Н. Н., Чебоксарова И. А. Народы. Расы. Культуры / Отв. ред. Ю. В. Бромлей. — 2-е изд. испр., доп.. — М.: Наука, 1985. — 271 с. — (Страны и народы). — 100 000 экз.

### Доклады
- Чебоксаров Н. Н. Основные этапы формирования антропологического состава населения Восточной Азии. — М.: Наука, 1964. — 9 с.
- Чебоксаров Н. Н. Проблемы происхождения древних и современных народов: (Вступительное слово на симпозиуме). — М.: Наука, 1964. — 19 с.
- Арутюнов С. А., Чебоксаров Н. Н. Раса, популяция и этнос / Доклад/ Советская социол. ассоц. Советский оргкомитет по подготовке VII Междунар. социол. конгресса. МСК VII. Варна. 1970; 165. — 1970. — 14 с.
- Андрианов В. Б.,  Чебоксаров Н. Н. К истории хозяйственно-культурной дифференциации человечества. — М.: Наука, 1973. — 16 с.

### Статьи
- Расы человека / Чебоксаров Н. Н. // Проба — Ременсы. — М. : Советская энциклопедия, 1975. — С. 501—503. — (Большая советская энциклопедия : [в 30 т.] / гл. ред.  А. М. Прохоров ; 1969—1978, т. 21).